# 鍋焼きラーメン
鍋焼きラーメン（なべやきラーメン）は、高知県や秋田県で企画された鳥スープを土鍋で煮込んだラーメンであり、主に高知県内、秋田県内のラーメン専門店や飲食店で提供される。
ご当地ラーメンであることを強調する際には須崎ラーメン、須崎鍋焼きラーメンといわれることもある。

## 概要
須崎市内に戦後すぐに開業した「谷口食堂」の店主谷口兵馬（たにぐちひょうま）が考案した 。
出前の際の保温のために丼の代わりにホーロー鍋を使用したのが元祖であり、その後の主流となる土鍋を最初に使用したのは「谷口食堂」の近所にあった「みつだ食堂」である 。「谷口食堂」「みつだ食堂」「水野食堂」は「須崎鍋焼きラーメンの老舗御三家」と呼ばれた。当時の値段は約60円であり、銭湯帰りの食事として流行した。また、夜遅くまで営業していたため若者たちの溜まり場にもなっていた。
野菜や親鳥の鶏ガラから採られ、具材に使われる肉も親鳥の肉であるのが特徴。親鳥を使うようになったのは谷口食堂の前に鶏を扱う店があり、無料で分けてもらっていたという事情もあった 。
1980年に店主の死去に伴い「谷口食堂」が閉店。元常連たちにより、その味を独自に継承する店が多く登場する。
2002年に須崎市の名物として売り出そうと商工会議所・市役所などの有志により「鍋焼きラーメンプロジェクトX」が発足し、積極的にPRが行われるようになった。
須崎市周辺のスーパーマーケットでは、家庭用の袋入り鍋焼き用生ラーメンが販売されており、高知市内や高知龍馬空港などの土産物コーナーでは橋本食堂の生ラーメンなどを購入することができる。ネット通販を含め、地方発送をしている飲食店もある。高知市などには提供する店舗が複数あり、近畿圏でも提供する店舗が少数ではあるが誕生し、時折メディアに登場している。2013年1月26日から4月7日の間、「谷口食堂」の名前で新横浜ラーメン博物館に期間限定で出店した。

## 定義
須崎商工会議所が発足させた「須崎名物『鍋焼きラーメン』プロジェクトX」では7つの定義を定めている。
1. スープは、親鳥の鶏がら醤油ベースであること
2. 麺は、細麺ストレートで少し硬めに提供されること
3. 具は、親鳥の肉・ねぎ・生卵・ちくわ（すまき）などであること
4. 器は、土鍋（ホーローや鉄鍋）であること
5. スープが沸騰した状態で提供されること
6. たくわん（古漬けで酸味のあるものがベスト）が提供されること
7. 全てに「おもてなしの心」を込めること

2011年（平成23年）1月現在、プロジェクトXが編集した資料には36の須崎市内の店舗が掲載されている。これらの店舗では、共通の幟を店頭に出しているので、認識しやすい。

## 特徴
- 出汁は鶏がらの醤油味で、比較的あっさりしているが、うま味が強い。
- 具材は一般的なラーメンと異なり、鶏肉 （硬い親鳥を使うことが多い）やねぎや生卵やちくわまたはすまき（須崎市近辺ではポピュラーな、円筒形の蒲鉾のようなもの[7]）が使われる。

## イメージキャラクター
- なべラーマン（声：大和田りつこ）
- かわうそのカウちゃん（なべラーマンのお供）

上記2点のデザインは「鍋焼きラーメンプロジェクトX」の趣旨に賛同したやなせたかしによるものである。
- しんじょう君
  - 2013年公募により須崎市のキャラクターであるしんじょう君が現行のデザインに変更になった際、鍋焼きラーメンをモチーフにした帽子をかぶるデザインとなった。デザインは端広こうである。

## 関連商品
- タルト - 鍋焼きラーメンを形取った菓子のタルトが須崎市内で製造販売[8]されている。